# 1368
- Wikisource

| Calendário gregoriano                                                        | 1368 MCCCLXVIII                                      |
| Ab urbe condita                                                              | 2121                                                 |
| Calendário arménio                                                           | 817 – 818                                            |
| Calendário bahá'í                                                            | -476 – -475                                          |
| Calendário budista                                                           | 1912                                                 |
| Calendário chinês                                                            | 4064 – 4065 Início a 20 de janeiro (aproximadamente) |
| Calendário copta                                                             | 1084 – 1085                                          |
| Calendário etíope                                                            | 1360 – 1361                                          |
| Calendários hindus - Vikram Samvat - Calendário nacional indiano - Cáli Iuga | 1423 – 1424 1289 – 1290 4468 – 4469                  |
| Calendário Holoceno                                                          | 11368                                                |
| Calendário islâmico                                                          | 769 – 770                                            |
| Calendário judaico                                                           | 5128 – 5129                                          |
| Calendário persa                                                             | 746 – 747                                            |
| Calendário rúnico                                                            | 1618                                                 |
| Calendário solar tailandês                                                   | 1911                                                 |

1368 (MCCCLXVIII, na numeração romana) foi um ano bissexto do século XIV do Calendário Juliano, da Era de Cristo, e as suas letras dominicais foram  B e A (52 semanas), teve início a um sábado e terminou a um domingo.
| Ano completo                      |
| --------------------------------- |
| Ano bissexto com início ao sábado |

## Eventos
- Nanquim torna-se novamente capital da China.
- O Beilhique de Ladik, centrado em Denizli, Turquia e fundado em 1261, é anexado pelo Beilhique de Germiyan.
- Queda da Dinastia Yuan na Mongólia.

## Nascimentos
- 3 de Dezembro - Carlos VI de Valois, Rei de França
- Papa Martinho V

## Mortes
- 29 de Março - Go-Murakami, 97º imperador do Japão.
- 12 de setembro - Durante o parto da sua última filha, morre Branca de Lencastre, mãe da futura rainha de Portugal Filipa de Lencastre.